# Vancouver Olympic Centre
Vancouver Olympic Centre - dom kultury i lodowisko do curlingu wybudowane przy Hillcrest Park w Vancouver, Kolumbia Brytyjska jako jedna z aren na Zimowe Igrzyska Olimpijskie 2010. 
Budowa zaczęła w marcu 2007, prace zostały ukończone w 2009 tak by mogły się już tutaj odbyć Mistrzostwa Świata w Curlingu na Wózkach 2009 i Mistrzostwa Świata Juniorów w Curlingu 2009. Podczas ZIO 2010 budynek będzie w stanie pomieścić 6 000 osób, będzie przystosowany dla paraolimpijczyków grających w curling na wózkach.
Wraz z lodowiskiem powstawało centrum wodne. Szacowane koszty budowy kompleksu wynoszą 87,85 mln dolarów, w czym 39,05 mln to koszty właściwego obiektu do curlingu, 14 mln przeznaczono na późniejsze odnowienie terenów Hillcrest Park, za pozostałe 34,80 mln wybudowano centrum wodne.

## Projekt
Budynek został tak zaprojektowany by mógł przywracać energię, na przykład kolektory słoneczne służą do ogrzewania budynku i przyległego centrum wodnego. A zużyty lód pełnił funkcję chłodzące, zaś woda opadowa jest zbierana do zbiorników z których zasilane są toalety. Obiekt posiada złoty certyfikat LEED. 
Elegancki wygląd jest kluczem do utrzymywania w dobrym stanie Vancouver Olympic Centre, nowy obiekt zastępuje znacznie starszy kompleks społeczny Riley Park Community Centre. Federacja środowiskowa (CEAA) wybrała to miejsce z powodu znajdującego się tam zamkniętego wysypiska śmieci. Składowisko zostało zredukowane pod budowę, a pozostałości zostały zasypane ziemią z wykopów i zasadzone drzewami, które znajdowały się na terenie przyszłej inwestycji. 
Wnętrze budynku zostało udekorowane sztuką indiańską i inuicką, co jest częścią Vancouver 2010 Venues Aboriginal Arts Program.

## Wykorzystanie po Igrzyskach
Na przełomie wiosny i lata 2010 zostanie otwarty kompleks wodny z centrum fitness, który to zastąpi zamknięty Percy Norman Pool. W drugiej części budynku planuje się przeniesienie latem 2011 Riley Park Community Centre. Znajdować się tu będzie lodowisko do hokeja, sala gimnastyczna, biblioteka oraz ośmiotorowe lodowisko do curlingu. Kompleks w Riley Park zostanie zburzony.